# Johann Adam Reincken
Johann Adam Reincken, ook Jan Adams (Jean Adam, Jan Adam) Reincken of Reinken, Reinkink, Reincke, Reinike (gedoopt Deventer, 10 december 1643 – Hamburg, 24 november 1722) was een Nederlands-Duitse componist, organist, klavecinist, gambaspeler en muziekorganisator.
Over het geboortejaar en de geboorteplaats van Johann Adam Reincken was aanvankelijk weinig met zekerheid bekend. Volgens Johann Mattheson werd Reincken in 1623 in "Wilhuisen" geboren. Dit wordt door sommige biografen als Wildeshausen opgevat, anderen gaan uit van Wilshausen in de Elzas. De door Mattheson overgeleverde geboortedatum en geboorteplaats blijkt echter, op grond van onderzoeken van de Duitse musicoloog Ulf Grapenthin, geheel onjuist. Het regelmatig opduikende jaartal 1623 berust op een overdrijving, vermoedelijk van Reincken zelf. Bij zijn aantreden als plaatsvervangend Catharinaorganist in Hamburg afficheerde hij zich doelbewust ouder dan hij in werkelijkheid was. De reden hiervan was dat hij zich hierdoor geaccepteerd wilde maken bij het stads- en kerkbestuur, die bezwaren hadden kunnen opwerpen tegen een (te) jonge leeftijd voor het organistschap van Hamburgs belangrijkste kerk.

## Opleiding
In de Hanzestad Deventer kreeg Reincken les van de aldaar werkzame organist en stadsmusicus Lucas (van) Lenninck, een oud-leerling van eveneens geboren Deventenaar Jan Pieterszoon Sweelinck. In 1654 verliet Reincken Deventer om in Hamburg van Heinrich Scheidemann, eveneens oud-leerling van Sweelinck en organist van de Sankt Catharinenkirche, les te krijgen in de kunst van het orgelspelen. Het stadsbestuur van Deventer bekostigde de voortgezette studie van de begaafde jonge musicus die in vrij bescheiden omstandigheden was geboren en opgegroeid.
Na een kort verblijf in Deventer waar hij organist van de Bergkerk was, vertrok hij in 1658 in alle stilte uit de stad: Reincken had bij een Deventerse een (buitenechtelijk) kind verwekt en wilde betrokkene niet huwen. Hij vluchtte naar Hamburg, waar hij de oude Scheidemann ging assisteren om hem na zijn dood in 1663 op te volgen als organist.

## Hamburg

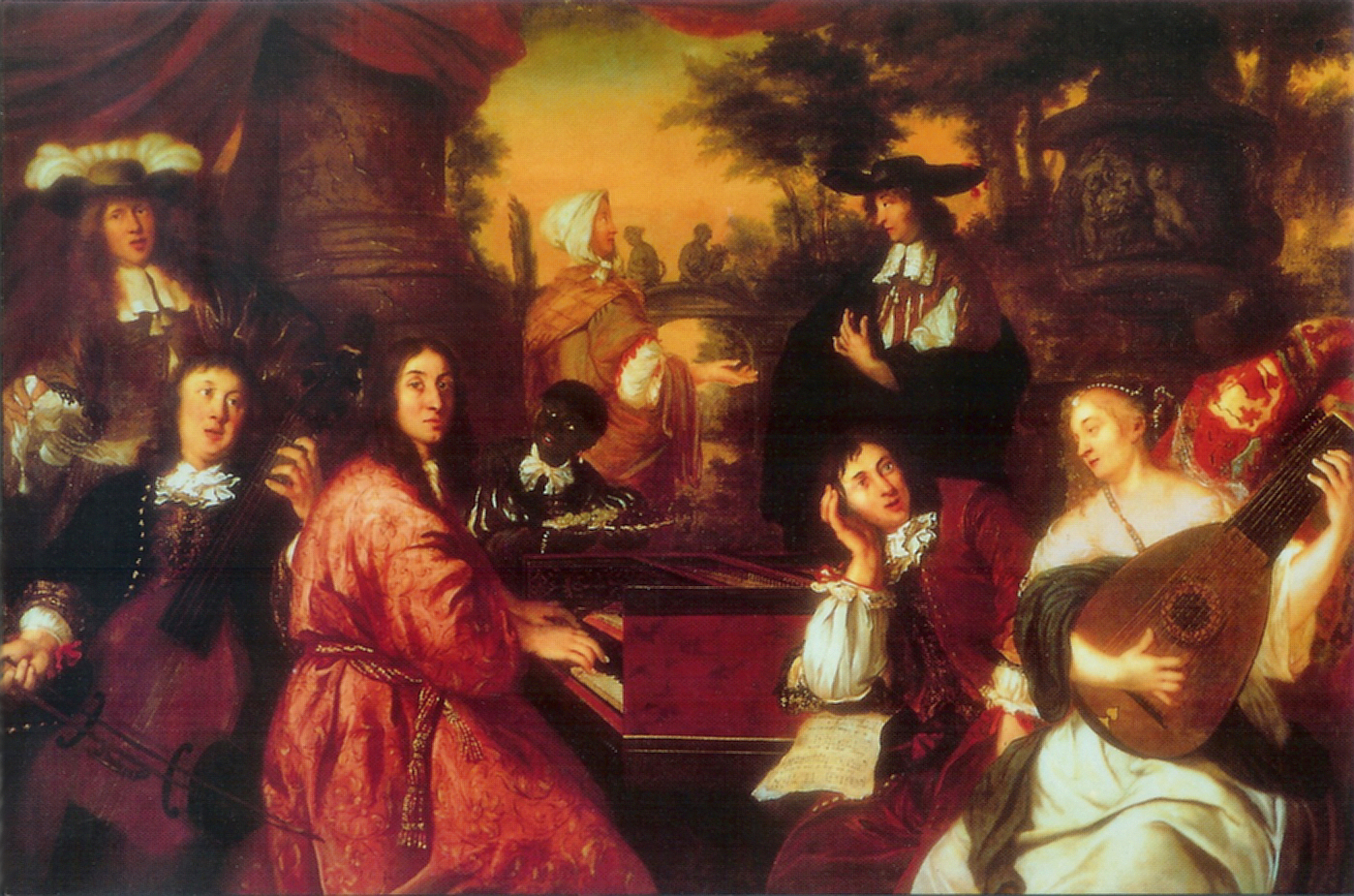
Johannes Voorhout: Huiselijke muziekscene (met J. A. Reincken aan het klavecimbel, naast Dieterich Buxtehude als gambist.)

Reincken geldt, met zijn vriend Dietrich Buxtehude, als een van de belangrijkste vertegenwoordigers van de Noord-Duitse Orgelschool. Hij had grote invloed op het muziekleven van stadstaat Hamburg en was in 1678 een van de oprichters van de Hamburgse opera, de eerste burgeropera in Duitsland. Hij was tot ver over de grenzen van Hamburg bekend om zijn orgelspel, waarin de improvisatiekunst centraal stond.
In 1687 verscheen in Hamburg een door hemzelf bekostigde uitgave van zes sonate-suites voor ensemble van eigen hand.  De volledige titel ervan luidt: Hortus Musicus recentibus aliquot flosculis Sonaten, Allemanden, Couranten, Sarabanden, et Giguen cum 2. Viol., Viola et Basso continuo. Reincken droeg deze verzameling op aan het stadsbestuur van Deventer, zijn vroegere 'sponsor'. De sonatesuites, die gebaseerd zijn op Italiaanse voorbeelden, worden gerekend tot de categorie-kunstenaarskunst (Norbert Elias), die alleen begrepen en gewaardeerd kan worden door kenners en liefhebbers.
Van deze sonatesuites heeft Johann Sebastian Bach, vermoedelijk al tijdens zijn Lüneburger studiejaren (1700-1702), één integraal (nr.1), een ander grotendeels (nr.2) en van de laatste (nr.6) slechts een deel, een fuga, voor het klavecimbel omgewerkt, en de stemligging aangepast aan het toetsenspel met tien vingers.
Naast elkaar gebracht lijkt Bachs belangstelling voor Reinckens ensemblestukken zich meer en meer is gaan toespitsen op het daarin gerealiseerde model van de permutatiefuga: een specifieke fugasoort waarin het hoofdthema bij elk optreden wordt begeleid door een of meer vaste neventhema's. In Reinckens sonatesuites zijn de permutatiefuga's op virtuoze wijze vormgegeven.
In Bachs bewerkingen van de ensemblestukken verrijkte hij niet alleen zijn inzichten in Reinckens compositietechniek, waarin sprake is van een vrij transparante stemvoering; hij maakte zich deze zowel eigen als dat hij er tegelijk zijn eigen scheppingsvermogen op losliet. Zo telt Bach omwerking (BWV 954) van Reinckens Fuga (allegro) uit de zesde sonate-suite 95 maten, tegenover het origineel dat slechts 50 maten telt: bijna een verdubbeling dus.
In Hamburg ontpopte Reincken zich tot een hoofdrolspeler in het muziekleven van het economisch en cultureel welvarende Hamburg. Hij was mede-oprichter van de eerste burger-opera benoorden de Alpen, de opera aan Hamburgs Ganzenmarkt, en spil van een Collegium Musicum (muziekcollege: een soort sociëteit, maar met gezamenlijk muziekmaken als grondreden voor het bijeenkomen) van rijke, ontwikkelde kooplui ter plaatse. Reincken kreeg het bestuur ('senaat') van de stadstaat zover dat het een grote en zeer kostbare uitbreiding van het hoofdorgel van de St. Catharinenkirche financierde. Voor deze uitbreiding gaf Reincken aanwijzingen.

## J.S. Bach
Johann Sebastian Bach zelf maakte in zijn Lüneburger gymnasiumtijd (1700-1702) regelmatig reizen naar Hamburg om Reincken op het orgel van de Sankt Catharinenkirche te horen: het zal de jonge Bach hierbij vooral zijn gegaan om de Vespers, kerkdiensten op zaterdagavonden, in de kerk waarin Reincken op het reusachtige orgel excelleerde in breed uitgesponnen improvisaties naar kerkliederen. Deze vorm van muziekmaken - improvisaties - behoort tot het genre van de Noord-Duitse Koraalfantasie. Persoonlijke contacten in deze periode tussen Bach en zijn idool Reincken kunnen niet uitgesloten worden, maar historische gegevens laat staan bewijzen hiervoor ontbreken.
In 1700 vervaardigde de 15-jarige Bach ten huize van de Lüneburger organist en componist Georg Böhm een afschrift van Reinckens grote orgelbewerking over het kerklied 'An Wasserflüssen Babylon'. Deze compositie - die zo'n twintig minuten duurt - geldt als een van de meest representatieve specimens van zowel 'Kompositionswissenschaft' als ook van Reinckens grote vaardigheid in het uitwerken van kerkliederen in brede muzikaal-retorische stijl volgens de principes van de briljant-virtuoze Stylus Phantasticus.
Volgens de opvatting van Bachbiograaf Christoph Wolff zou de jonge Bach in de winter van 1705-1706 bij Reincken in Hamburg (of in Lübeck) een soort 'meestercursus' hebben gevolgd. Dit was in het vervolg van een bezoek aan Lübeck, waar Bach de uitvoering bijwoonde van of meewerkte aan de uitvoering van twee grote oratoria van de organist, tevens kerkadministrateur van de Marienkirche, Dietrich Buxtehude.
Volgens de hypothese van Christoph Wolff is Bach door Buxtehude zelf bij diens vriend Reincken in Hamburg geïntroduceerd, om zich onder diens leiding verder te bekwamen in de kunst van orgelspelen zoals Reincken dit zelf beoefende (met name diens improvisatiekunst en zijn behandeling van grote Noord-Duitse kerkorgels) als in de muzikale 'geleerdheid'. Dit betrof vooral de fugakunst waarin Reincken vergeleken met tijdgenoten een geheel eigen positie innam.
Vele jaren later, in 1720, heeft de toen oude Reincken na een uitvoerige improvisatie door de toen 35-jarige Bach op Reinckens orgel van de Sankt Catharinenkirche in Hamburg over het kerklied 'An Wasserflüssen Babylon' gezegd (hier in vertaling): "Ik dacht dat deze kunst gestorven was, maar ik zie in u leeft zij voort". Bachs improvisatie is vermoedelijk de laatste 'echo' geweest van het kunstgenre Noord-Duitse koraalfantasie.
Het feit dat klaviercomposities van Johann Adam Reincken bewaard bleven is in zeer sterke mate aan de kopieerarbeid van zowel Johann Sebastian, zijn verre neef Johann Gottfried Walther als van zijn oudere broer Johann Christoph Bach uit Ohrdruf te danken. In Hamburg zelf en in het hele Noord-Duitse gebied zijn alle handgeschreven klaviercomposities van Reincken, van hemzelf en van andere kopiisten, in de loop van de tijd verloren gegaan.
Na Bachs terugkeer in 1702 vanuit Lüneburg naar Midden-Duitsland liet de jonge musicus toe dat van eigen afschriften van werk van Noord-Duitse meesters, onder wie Reincken, afschriften werden vervaardigd onder anderen door zijn oudere broer Johann Christoph en later door eigen leerlingen. Deze documenten vormden de grondslag van moderne, wetenschappelijke uitgaven van Reinckens muziek voor orgel en voor klavecimbel.

## Over Reincken
In een beschrijving van Johann Gottfried Walther, in diens befaamde 'Musikalisches Lexikon' (1732), lezen wij onder het lemma 'Heinrich Scheidemann' (hier in vertaling): 
"Scheidemann, organist aan de S.Catharinakerk in Hamburg, is (...) vanwege zijn composities als vanwege zijn spel wel zo beroemd geweest dat een groot musicus in Amsterdam, toen hij hoorde dat Adam Reincken op de plek van Scheidemann was benoemd, sprak: dit moet een stoutmoedig mens zijn, omdat hij het durft om op de plek te gaan staan van een zo beroemd mens. En hij ware wel zo nieuwsgierig hemzelf eens te zien. Reincken heeft hem hierop een voor het klavier gezet kerkgezang 'An Wasserflüssen Babylon' toegestuurd en daarbij geschreven dat hij hierin een portret van de stoutmoedige mens zou kunnen zien. De Amsterdamse musicus is toen zelf naar Hamburg gekomen, heeft Reincken op het orgel gehoord, hem na afloop gesproken en hem uit bewondering de handen gekust."
De jongere ambitieuze Hamburgse musicus en musicograaf Johann Mattheson - die op zeker moment tevergeefs poogde om de inmiddels oude Reincken van zijn positie als Catharina-organist te verstoten - schrijft dat Reinkens levenswandel bepaald niet zuiver is geweest. In zijn traktaat Der Critica musica stelt Mattheson over Reincken: hij is „ein beständiger Liebhaber des Frauenzimmers gewesen und habe den fremden Dames, so er bis an seinen Tode im Hause gehabt, ein ansehnliches vermacht“. De betreffende dames blijken echter familieleden van de oude Reincken te zijn geweest die voor hem een verzorgende taak op zich hadden genomen, wat Matthesons uitlatingen over Reincken met 'uitermate subjectief' doet kwalificeren.
Reincken stierf op 79-jarige leeftijd. Hij werd niet in Hamburg maar in Lübeck begraven, naast het graf van een aldaar gestorven dochter.

## Overgeleverde composities
- 'An Wasserflüssen Babylon' (Noord-Duitse Koraalfantasie, voor orgel)
- Was kann uns kommen an für Not' (Noord-Duitse Koraalfantasie, voor orgel)
- Toccata in G, in g, in A (BWV-Anhang 178) en in G (alle voor klavecimbel)
- Fuga in g (authenticiteit onzeker, voor klavecimbel)
- Acht suites (voor klavecimbel)
- Drie variatiecycli (voor klavecimbel)
- Zes meerdelige sonates elk gevolgd ('suite') door vier dansbewerkingen, in 'Hortus Musicus' (voor strijkers en basso contonuo)